# Ponik
Pour les articles homonymes, voir Ponik (homonymie).
 (juillet 2023).
Si vous disposez d'ouvrages ou d'articles de référence ou si vous connaissez des sites web de qualité traitant du thème abordé ici, merci de compléter l'article en donnant les références utiles à sa vérifiabilité et en les liant à la section « Notes et références ».

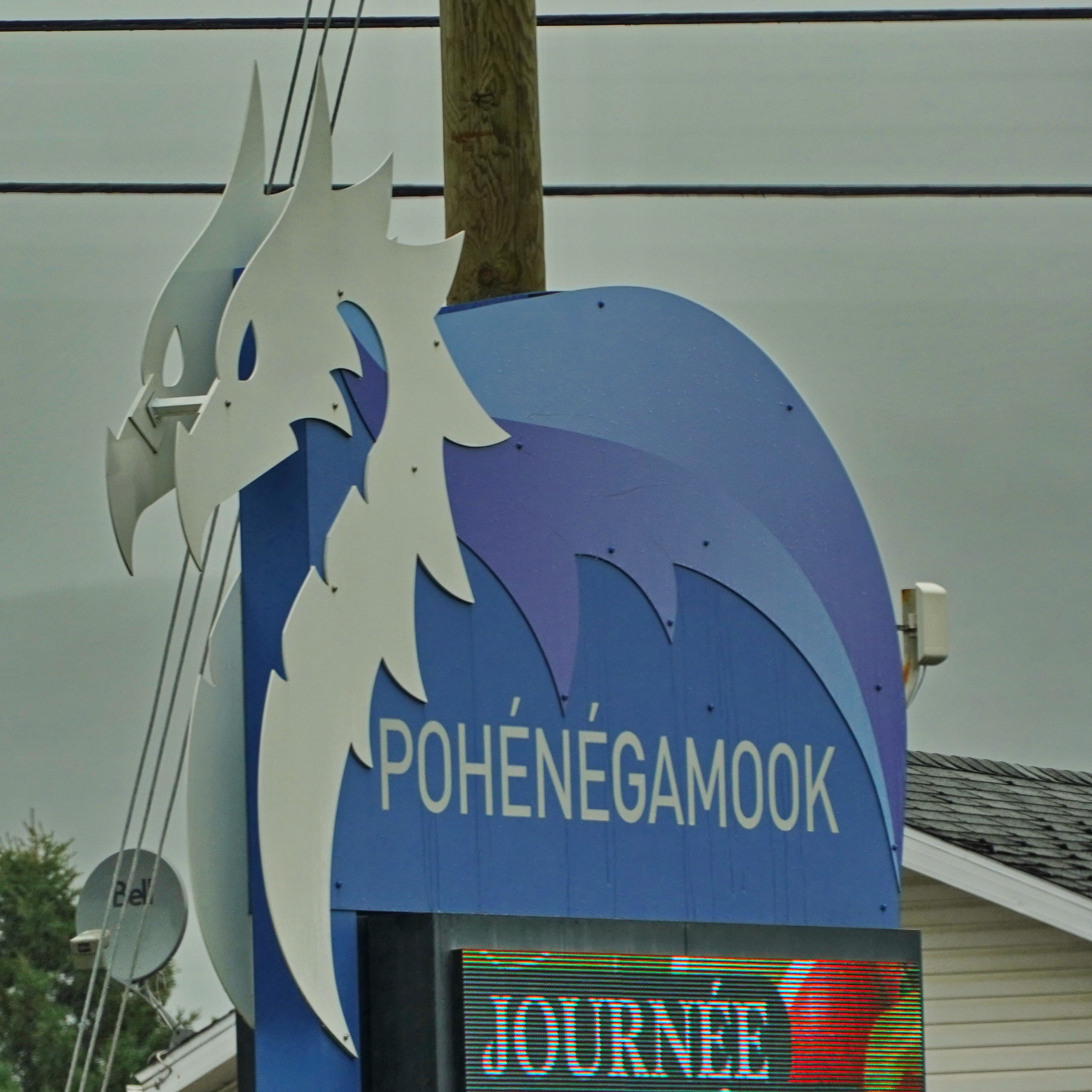
Folklore lake dragon creature Ponik depicted on town hall sign for Pohenegamook, Quebec

Ponik serait une créature lacustre vivant dans le lac Pohénégamook. Elle tire son surnom d'une célébration de quartier où on retrouvait son effigie à la place d'honneur. Sa légende fait partie du folklore de la ville de Pohénégamook.
Sa notoriété importante attire les médias et attise la chasse au monstre. Nombreux sont les surnoms de la bête du lac qui vivrait dans une caverne.
Les scientifiques supposent que la créature est un arbre mort, un gisement de gaz ou le jaillissement d'une source au fond du lac. Une expédition menée par des chercheurs torontois s'est avérée fructueuse. 

## Histoire

### Étymologie
Lors de la célébration du centenaire du quartier St-Éleuthère en 1974, on donne à la bête le nom de « Ponik ». On retrouve son effigie en place d'honneur pendant la fête. Elle a été dessinée par un artisan de la région. Puis est né le festival Ponik qui se déroulait une fois par année, durant la saison estivale.

### Apparitions
La bête serait apparue en 1874. Sa légende est véhiculée par voie orale, de génération en génération.
La légende d'une créature dans le lac n'est toutefois pas importante et connue. C'est en 1957-1958, lors du dynamitage effectué pour la rénovation de la route 289 bordant le lac que des étrangetés apparaissent. La rumeur d'une créature se répand, les médias s'intéressent alors aux apparitions et les journalistes affluent.
Divers surnoms qualifient ce qui pourrait être une créature lacustre : « Monstre marin », « vache marine », « serpent de mer », « mantouche », « crocodile » et « lamantin ».
Une chasse au monstre du lac est ouverte et émet un permis spécial de capture. La presse allèche en offrant une récompense de 100 $ pour une prise, une photographie qui dévoilera le mystère du lac.
La bête se cacherait dans un autre lac sous une montagne. Pour y accéder, il faudrait passer par une caverne souterraine se situant à l’extrémité du lac, près de la rivière Boucanée.

## Description
Ponik ressemblerait au fond d’un canot renversé avec une crénelure au milieu du dos, brun ou noirâtre et dénué de fourrure. Des témoins oculaires pensent à un des esturgeons échappés d’un bassin d'élevage appartenant à un ancien curé du quartier St-Éleuthère.
Des chercheurs sceptiques supposent qu’un gisement de gaz ou le jaillissement d’une source d’eau au fond du lac serait à l’origine du mystère lacustre. Ou encore, Ponik serait des remontées d'arbres morts, sans leurs écorces et debout ; ces derniers mesurant jusqu’à 15 mètres de hauteur se détacheraient du fond, perceraient la surface quelques secondes puis couleraient. L'arbre mort gonflé par l'eau  est entraîné au fond par les multiples courants sous-marins détectés.
Les chercheurs japonais voulaient explorer le lac mais les chercheurs torontois les ont devancés afin de mener leur expédition. D’après les relevés effectués à l’aide de leur sonde à ultrasons, ils conservent la version originale d’un graphique où apparaît une masse d’environ huit mètres de longueur qui est passée à six/sept mètres dessous leur embarcation motorisée.

## Sources
: document utilisé comme source pour la rédaction de cet article.